# Суперкубок Европы по футзалу
Суперкубок Европы по футзалу разыгрывается с 2010 года между обладателем Кубка европейских чемпионов и обладателем Кубка УЕФС.

## История
В 2010 году за Суперкубок боролись обладатель Кубка европейских чемпионов ярославский «Подводник» и обладатель Кубка УЕФС пражский «Хемкомекс». Обе игры прошли в Праге. В первой встрече россияне одержали победу — 4:3, во второй была ничья — 0:0. Суперкубок достался «Подводнику». Лучшим игроком Суперкубка стал нападающий «Подводника» Алексей Чечукевич.
Следующий розыгрыш трофея состоялся только в 2013 году. Действующий победитель Кубка европейских чемпионов белорусский ВРЗ отказался от участия по финансовым соображениям, и соперником обладателя Кубка УЕФС московского «Динамо» стал финалист Кубка чемпионов «Хемкомекс». Обе игры также прошли в столице Чехии. Первая встреча завершилась вничью — 3:3, а во второй «Хемкомекс» одержал минимальную победу со счётом 2:1 и завоевал Суперкубок.

## Результаты
| Год  | Победитель            | Счёт    | Финалист          | Дата и место                |
| ---- | --------------------- | ------- | ----------------- | --------------------------- |
| 2010 | Подводник (Ярославль) | 4:3 0:0 | Хемкомекс (Прага) | 1—2 декабря 2010 года Прага |
| 2013 | Хемкомекс (Прага)     | 3:3 2:1 | Динамо (Москва)   | 7—8 мая 2013 года Прага     |

## Достижения
| Клуб      | Победы | Финалы |
| --------- | ------ | ------ |
| Хемкомекс | 2013   | 2010   |
| Подводник | 2010   | —      |
| Динамо    | —      | 2013   |